# Liang Jinsheng
Liang Jinsheng est un athlète chinois né le 12 janvier 1996, spécialiste du 200 m.

## Carrière
Le 29 mai 2015, il porte son record personnel à 20 s 52 à Fuzhou. Sur 100 m, son record est de 10 s 38, couru la veille. Il obtient la médaille de bronze lors des Relais mondiaux de l'IAAF 2017, avec ses coéquipiers Tang Xingqiang, Su Bingtian et Xie Zhenye.

## Palmarès
| Date | Compétition               | Lieu        | Résultat | Épreuve   | Temps         |
| ---- | ------------------------- | ----------- | -------- | --------- | ------------- |
| 2017 | Relais mondiaux de l'IAAF | Nassau      | 3e       | 4 × 100 m | 39 s 22       |
| 2017 | Relais mondiaux de l'IAAF | Nassau      | 6e       | 4 x 200 m | 1 min 22 s 91 |
| 2017 | Championnats d'Asie       | Bhubaneswar | 1er      | 4 x 100 m | 39 s 38       |
| 2019 | Relais mondiaux de l'IAAF | Yokohama    | 4e       | 4 x 100 m | 38 s 16       |

## Records
| Épreuve | Épreuve   | Performance | Lieu   | Date            |
| ------- | --------- | ----------- | ------ | --------------- |
| 100 m   | Plein air | 10 s 43     | Pékin  | 27 juin 2015    |
| 200 m   | Plein air | 20 s 74     | Fuzhou | 26 octobre 2015 |